# Автошлях Т 0446
Автошля́х Т 0446 — автомобільний шлях територіального значення у Дніпропетровській області. Пролягає територією Верхньодніпровського району через Верхньодніпровськ — Пушкарівку — Лихівку. Загальна довжина — 25,9 км.

## Маршрут
Автошлях проходить через такі населені пункти:
| Автошлях Т 0446           |        |
| Дніпропетровська область  |        |
| Верхньодніпровський район |        |
| Верхньодніпровськ         | Т 0437 |
| Пушкарівка                | Н08    |
| Заріччя                   | Н08    |
| Бородаївські Хутори       |        |
| Корнило-Наталівка         |        |
| Попівка                   |        |
| Лихівка                   | Т 0423 |